# Batolite della Patagonia del nord
Il batolite della Patagonia del nord (in lingua spagnola: Batolito Nor-Patagónico) è costituito da un gruppo di plutoni situati nelle Ande della Patagonia di Argentina e Cile.
Il batolite della Patagonia del nord si è formato tra il Mesozoico e il Cenozoico.

## Geologia
Le rocce di cui è costituito questo batolite includono tra l'altro tonalite, granodiorite e diorite. 
La maggior parte dei plutoni risalgono al periodo compreso tra il Cretacico e il Miocene (cioè tra 125 e 25-15 milioni di anni fa), nel corso dell'era del Mesozoico. Tra la fine del Miocene e l'inizio del Pliocene (da 10 a 5 milioni di anni fa) si sono verificate intrusioni di leucograniti. Le intrusioni del Terziario sono concentrate nella faglia Liquiñe-Ofqui e includono anche del gabbro.